# أزمة رهائن مستشفى بوديونوفسك
قالب:معلومات حادث
 أزمة رهائن مستشفى بوديونوفسك  هي أزمت وقعت في الفترة من 14 يونيو - 19 يونيو 1995، عندما هاجمت مجموعة من 80-200 مقاتل شيشاني بقيادة شامل باساييف مدينة بوديونوفسك في جنوب روسيا، واحتجزوا من 1,500-1,800 شخص في مستشفى المدينة. استطاع المقاتلون الشيشان من خلال هذا الحادث، التفاوض لوقف إطلاق النار بين روسيا والمقاتلين الشيشان، وبدء محادثات سلام (التي فشلت لاحقًا) بين روسيا والشيشان، مما تسبب في أزمة سياسية كبرى في روسيا.

## طالع أيضًا
- الحرب الشيشانية الأولى
- أزمة رهائن مدرسة بسلان
- أزمة رهائن مسرح موسكو